# La galerie des monstres
La galerie des monstres er en fransk stumfilm fra 1924 af Jaque Catelain.

## Medvirkende
- Jaque Catelain
- Lois Moran som Ralda / Ofélia
- Claire Prélia som Mme Violette
- Jean Murat som Sveti
- Yvonneck som Buffalo
- Florence Martin som Flossie
- Lili Samuel som Pirouette
- Jean-Paul Le Tarare som Stryx